# CFM International CFM56

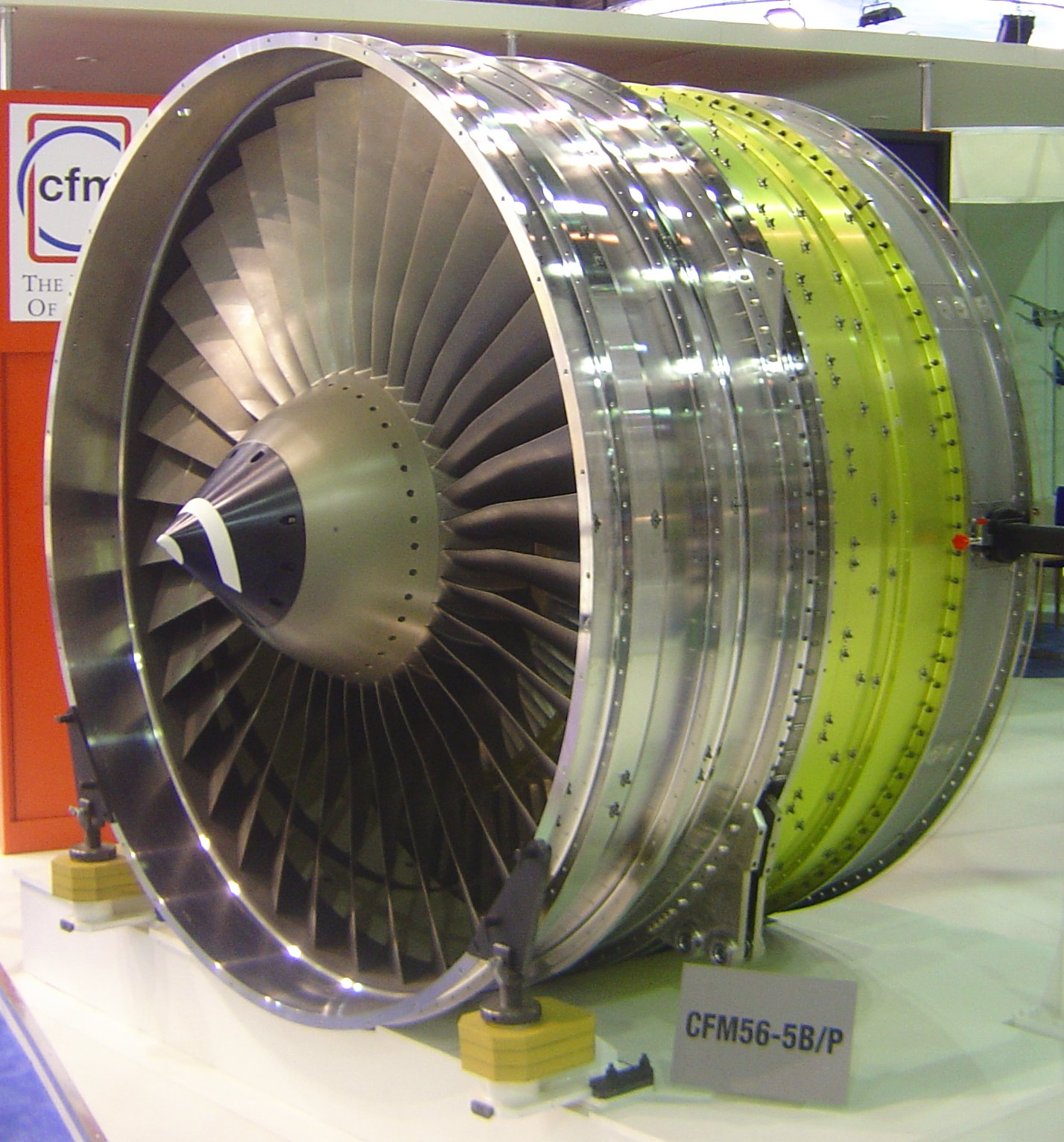
Вентилятор двигателя CFM56

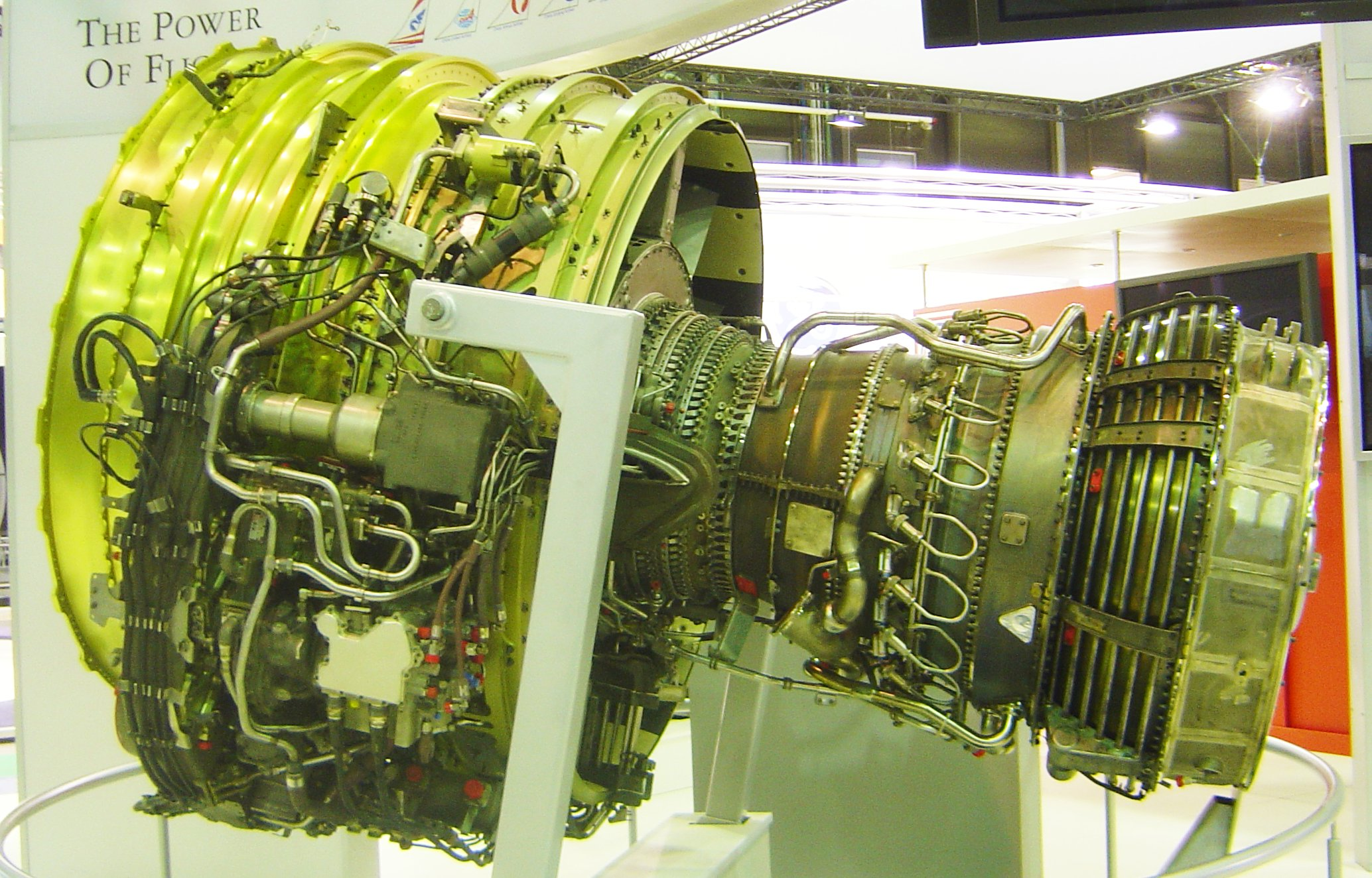
Двигатель CFM56

CFM56 — серия турбовентиляторных авиадвигателей производства концерна CFM International (объединение французской компании SNECMA и американской General Electric).
Обе компании, входящие в концерн CFM, ответственны за производство разных компонентов двигателя, у каждой из них есть своя линия конечной сборки. GE отвечает за компрессор высокого давления, камеру сгорания и турбину высокого давления, SNECMA отвечает за вентилятор, турбину низкого давления и коробку приводов.
Двигатели семейства CFM56 имеют тягу от 82 кН до 151 кН.

## Модификации
CFM56 имеет модификации:
- CFM56-5 — используется на моделях Airbus A318, А319, А320, А321. Данный ТРД заменён для моделей самолётов семейства NEO на моделях А321NEO и А320NEO на Pratt & Whitney 1100G или CFM LEAP-1A для снижения выбросов и затрат на эксплуатацию в авиакомпаниях
- CFM56-7 — используется на Boeing 737 NG, имеет модификации CFM56-7B26 и CFM56-7B24.[1]

## История двигателя
Двигатели CFM56 основаны на газогенераторе двигателя General Electric F101 для стратегического бомбардировщика B-1B Lancer. 
Впервые двигатель  CFM56 начал использоваться в 1982 году. В настоящее время[когда?] в эксплуатации находятся около 13 тыс. двигателей семейства CFM56 и являются одними из самых распространённых в мире. 
Их история начинается с применения на самолёте Boeing 737, которые уже на протяжении более 34 лет оснащаются только двигателями семейства CFM56. 
Двигатели CFM56 также устанавливаются на Airbus A320 и Airbus A340-200 и -300 и других моделях гражданских и военных самолетов. 
В военно-воздушных силах США двигатели CFM56 фигурируют как General Electric F108.

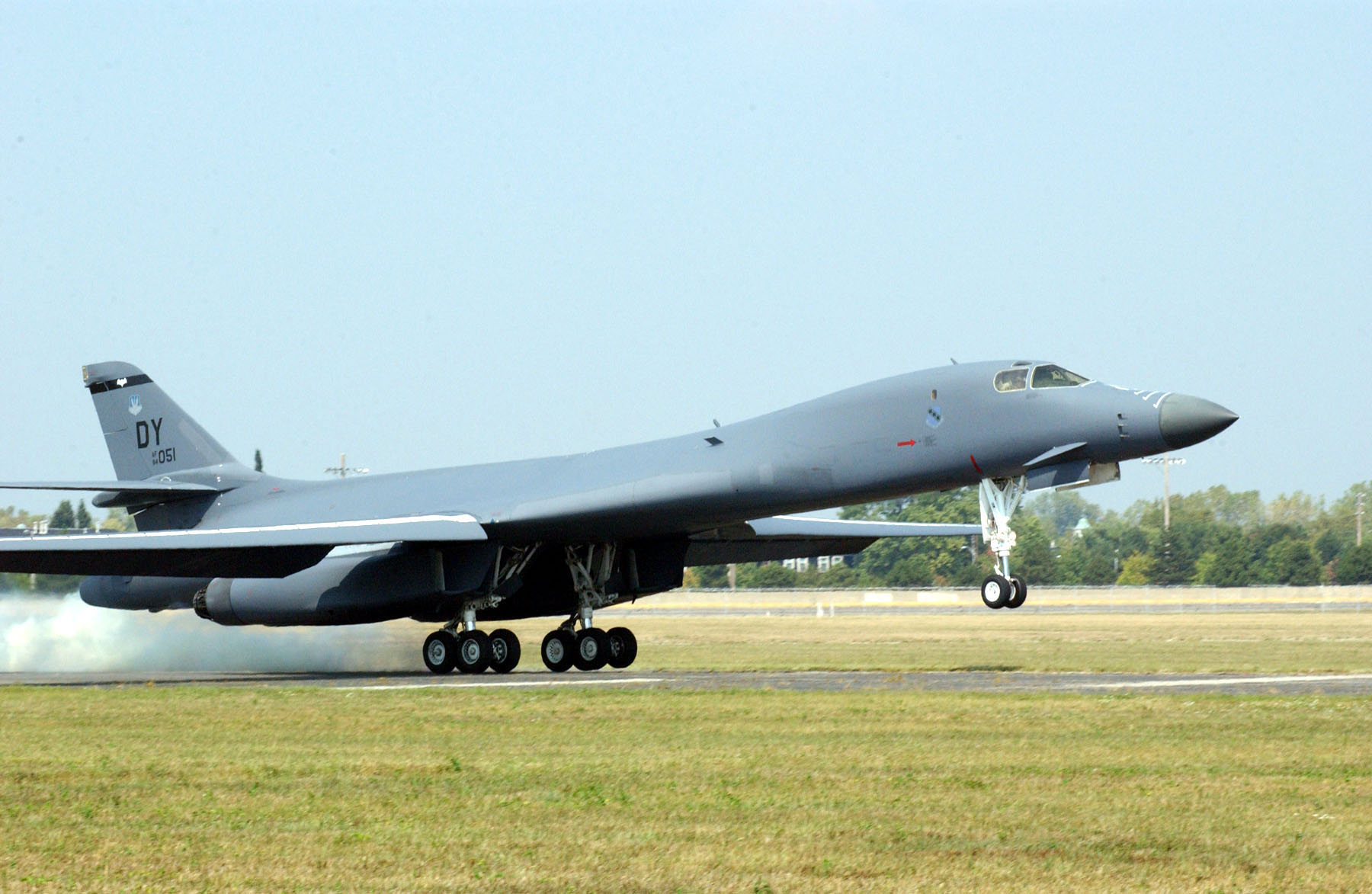
Бомбардировщик Rockwell B-1B Lancer
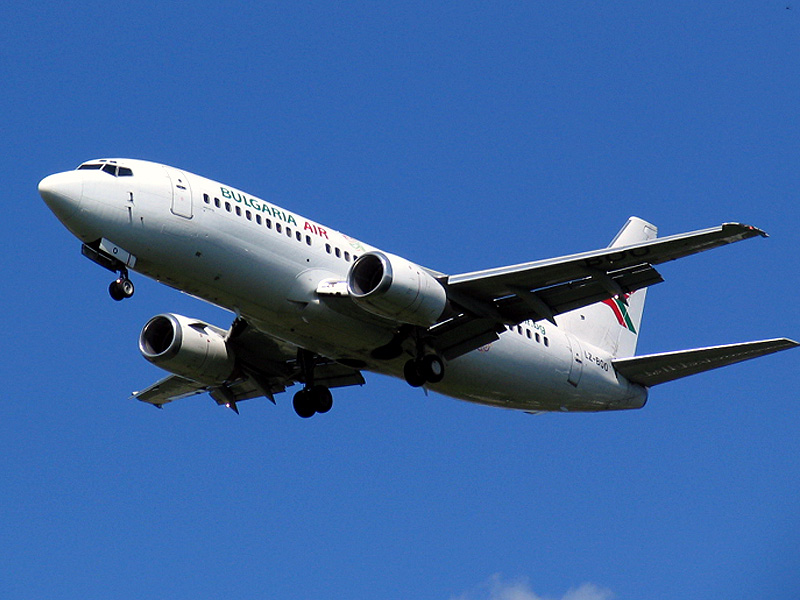
Boeing 737-300
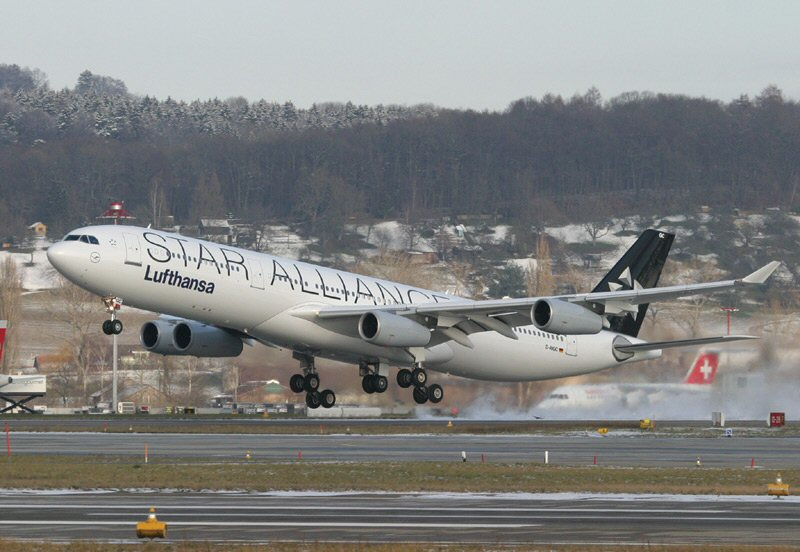
Airbus A340

### Статус двигателей семейства CFM56 на 31 октября 2005 г.
| Двигатель | Самолёт            | Число самолётов | Число двигателей в эксплуатации | Общее число часов полёта | Общее число полётов |
| --------- | ------------------ | --------------- | ------------------------------- | ------------------------ | ------------------- |
| CFM56-2A  | E3/KE3/E6          | 41              | 193                             | 1 699 068                | 675 442             |
| CFM56-2B  | KC/RC135           | 465             | 1 952                           | 10 396 285               | 4 558 681           |
| CFM56-2C  | DC8-70             | 105             | 524                             | 15 065 815               | 6 300 086           |
| CFM56-3   | Boeing 737 Classic | 1 969           | 4 498                           | 148 275 327              | 106 275 559         |
| CFM56-5A  | A319/A320          | 527             | 1 178                           | 30 404 162               | 18 552 610          |
| CFM56-5B  | A319/A320/A321     | 952             | 2 008                           | 21 870 627               | 12 909 192          |
| CFM56-5C  | A340               | 235             | 1 083                           | 31 083 084               | 4 789 887           |
| CFM56-7B  | Boeing 737 NG      | 1 789           | 3 794                           | 44 157 229               | 23 018 435          |
| Всего     |                    | 6 083           | 15 230                          | 302 951 597              | 177 079 892         |

## Серия CFM56-2

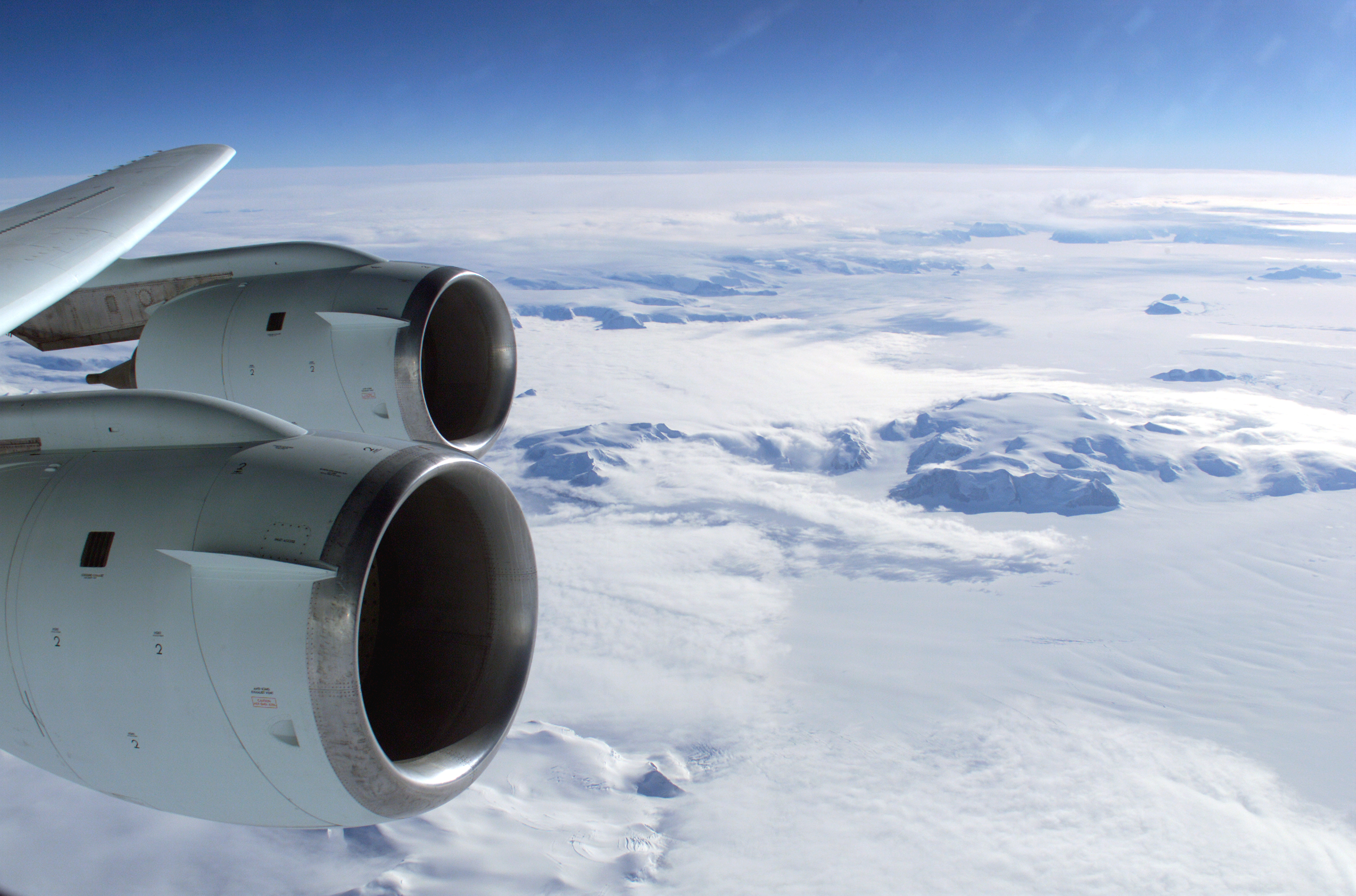
Двигатели CFM56-2, установленные на самолёте DC-8

Двигатели этой серии были разработаны ранее других в семействе. Их тяга составляет от 98 до 108 кН. Впервые двигатели этой серии были установлены на самолёте Douglas DC-8 Super 70 в 1982 г., а затем под названием F108 — на военной модификации Boeing 707.
В настоящее время военно-воздушные силы США оснастили двигателями CFM56-2 более, чем 450 самолётов. Двигатели серии -2 имеют одноступенчатый вентилятор, трёхступенчатый компрессор низкого давления, 9-ступенчатый компрессор высокого давления, четырёхступенчатую турбину низкого давления и одноступенчатую турбину высокого давления. Соотношение давлений составляет 24,7. Диаметр вентилятора — 1620 мм, расход воздуха — около 350 кг/сек.

## Двигатели серии CFM56-3

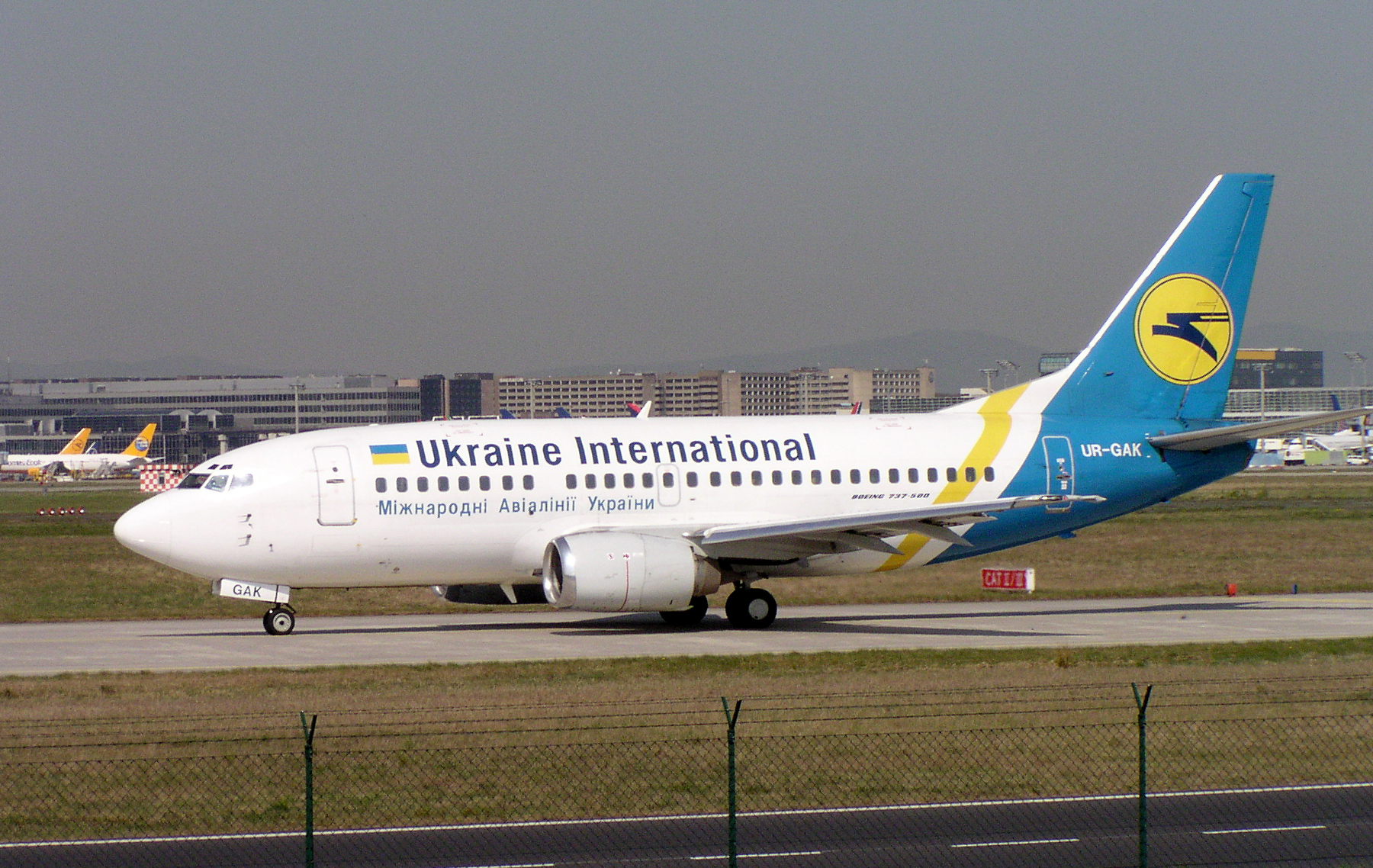
Boeing 737-500 с двигателями 3-й серии

Впервые двигатели этой серии были установлены на самолётах Boeing 737-300/-400 и -500. Тяга двигателей этой серии составляет 82 – 105 кН, диаметр вентилятора – 1524 мм. Проблему вызвал малый зазор между двигателем и землёй. Для решения этой задачи оснастка в нижней части двигателя сделана плоской (это – отличительная черта самолётов Boeing 737 с двигателями серии 3). Двигатели были выдвинуты вперёд и подняты, а также повёрнуты на 5°. Эти изменения также улучшили отвод газа. Двигатели этой серии были сертифицированы в 1984 г. Двигатели этой серии являются наиболее распространёнными в истории авиации (было изготовлено 3975 двигателей). Эти двигатели очень надёжные, тем не менее, в 1989 г. были остановлены все полёты самолётов Boeing 737-400 из-за обнаруженного усталостного разрушения в детали компрессора. Степень повышения давления в компрессоре двигателей серии составляет 27,5, расход воздуха – 297 кг/сек.

## Двигатели серии CFM56-5
Двигатели этой серии были спроектированы для самолётов Airbus. Двигатели отличаются высокими показателями тяги: от 98 кН до 151 кН. В отличие от двигателей 3-й серии, установленных на Boeing, они оснащены цифровой системой управления FADEC, дающей повышенные характеристики при сохранении высокой надёжности. Существуют три разновидности двигателя: CFM56-5A, CFM56-5B и CFM56-5C.

### Двигатели CFM56-5A
Серия CFM56-5A была предназначена для самолётов Airbus A320 для полётов на короткие и средние расстояния. Тяга составляет от 98 кН до 118 кН. Эта серия была первой среди семейства CFM56-5. Двигатели серии являются производными от двигателей второй и третьей серии.
Характеристики двигателя CFM56-5A:
- степень двухконтурности — 6,0
- степень повышения давления в компрессоре — 31,2
- расход воздуха — 386 кг/сек
- статическая тяга — 111 кН

### Двигатели CFM56-5B

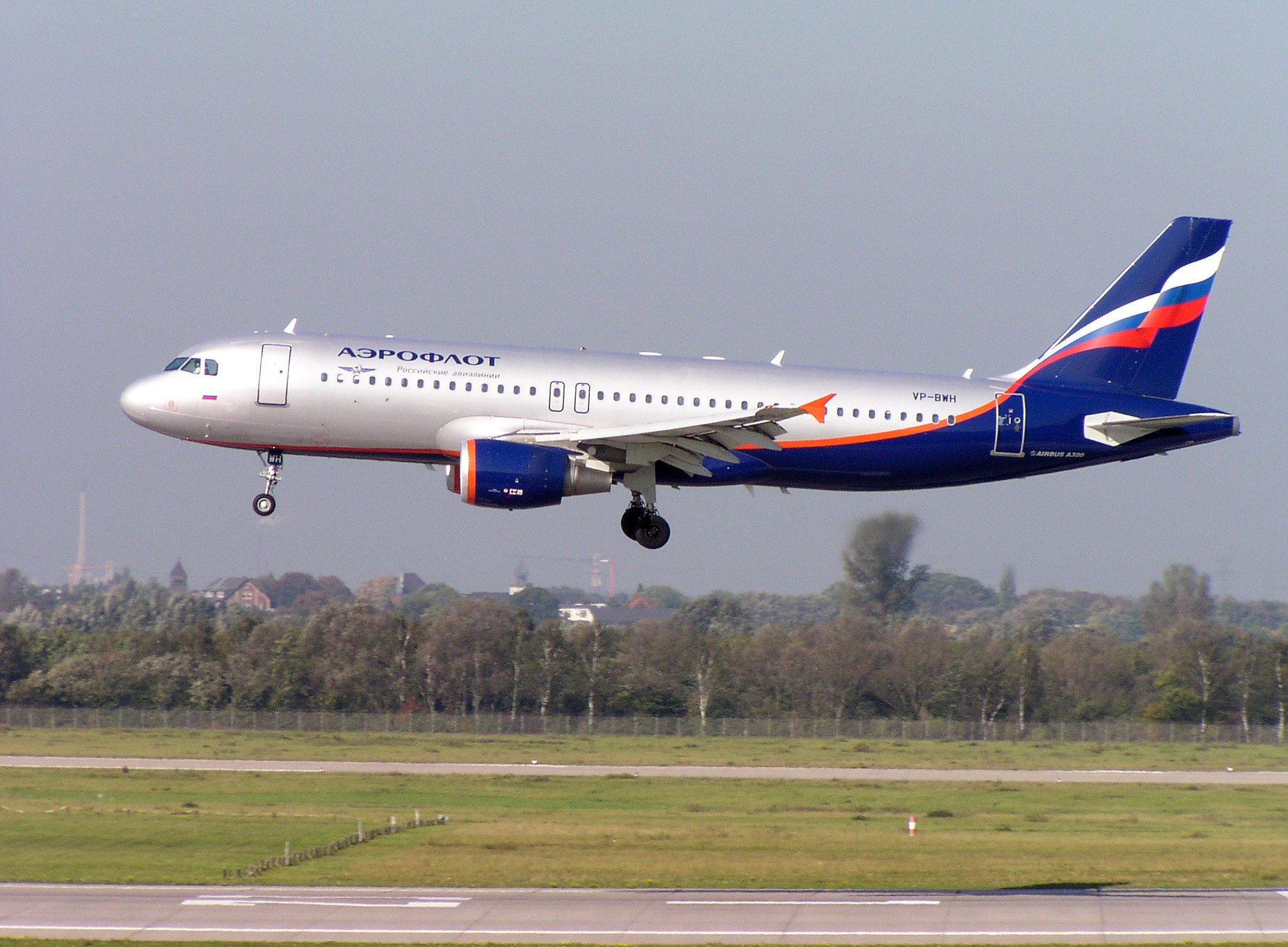
Airbus A320

Эти двигатели явились дальнейшей модернизацией двигателей CFM56-5A. Первоначально они были предназначены для самолётов Airbus A321, а затем двигателями этого семейства были оснащены все самолёты семейства А320 (А318/А319/А320/А321) вместо ранее применявшегося двигателя CFM56-5A. 
Среди отличий от двигателей CFM56-5A - двойная кольцевая технология камеры сгорания, уменьшающая выбросы окислов азота на 45 %. Двигатели CFM56-5B являются наиболее распространёнными из поставляемых Airbus SAS. Тяга составляет от 98 кН до 147 кН.
Характеристики двигателя CFM56-5B:
- степень двухконтурности — 5,5
- степень повышения давления в компрессоре — 35,4
- расход воздуха — 427 кг/сек
- Статическая тяга — 133 кН

### Двигатели CFM56-5C
Эти двигатели являются самыми мощными в семействе CFM56 с тягой от 139 кН до 151 кН. Этими двигателями оснащены дальнемагистральные самолёты Airbus A340-200 и -300. Двигатель используется с 1993 г. К турбине низкого давления была добавлена пятая ступень.
Характеристики двигателя CFM56-5C:
- степень двухконтурности — 6,6
- степень повышения давления в компрессоре — 37,4
- расход воздуха — 465 кг/сек
- Статическая тяга — 138 кН

## Двигатели серии CFM56-7

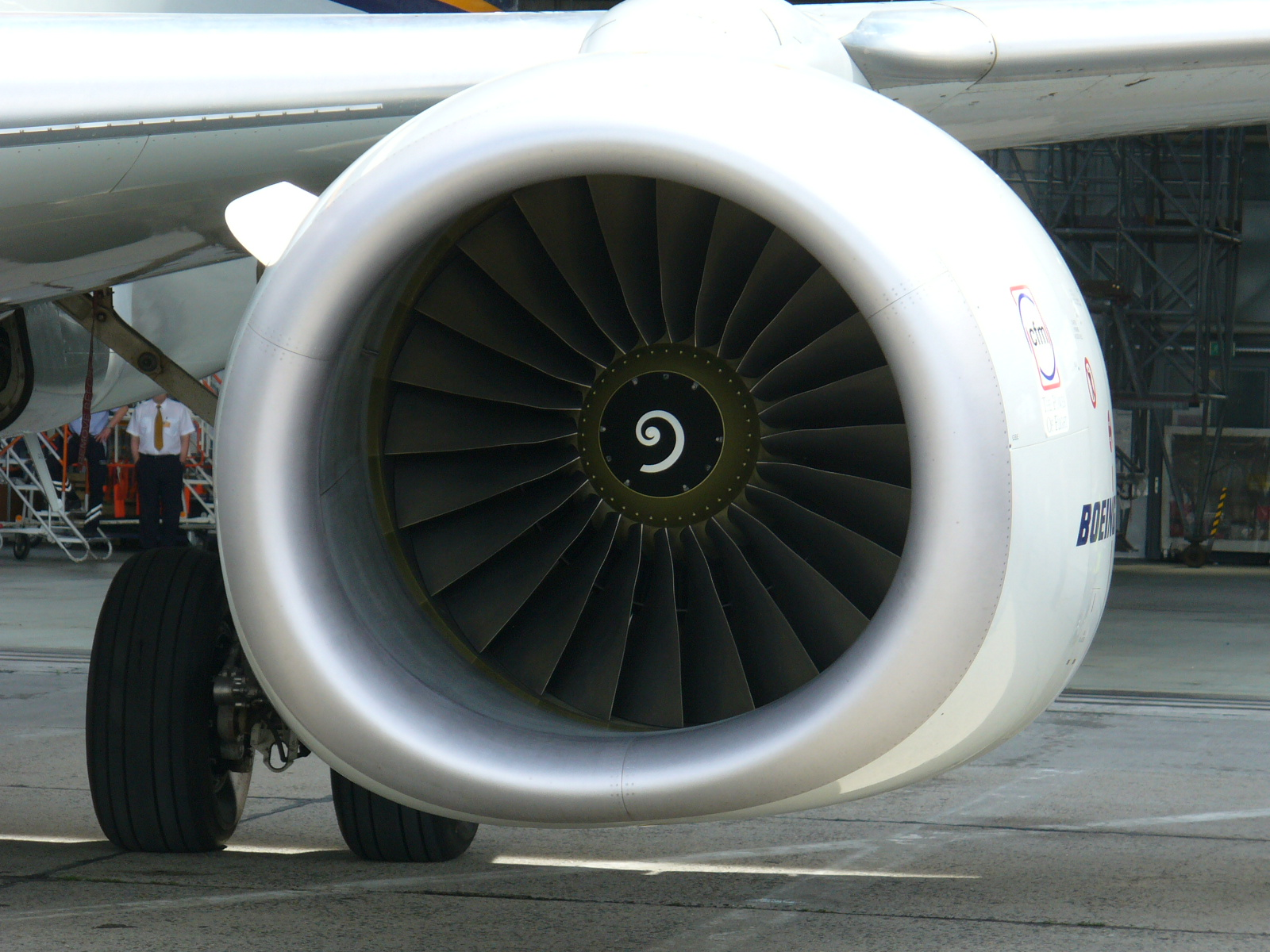
Двигатель CFM56-7

Эти двигатели применяются на Boeing 737 нового поколения (-600, -700, -800 и -900). Тяга двигателя составляет от 82 кН до 122 кН. По сравнению с ранним аналогом, двигателем CFM56-3, были повышена эффективность, уменьшена стоимость техобслуживания. Были использованы достижения предыдущих вариантов, такие как электронная система управления двигателем Full Authority Digital Engine Control (FADEC), двойная кольцевая камера сгорания (на модификациях DAC) и улучшенная конструкция газовоздушного тракта. Компоновка двигателя сходна с другими моделями двигателей CFM56, но диаметр вентилятора увеличен до 1550 мм. Этот двигатель также устанавливается на военных модификациях Boeing 737, таких как C-40 Clipper, P-8 Poseidon и Boeing Wedgetail.
Категория тяги двигателя определяется электронной системой FADEC без внесения конструктивных изменений.
Характеристики двигателя CFM56-7:
- степень двухконтурности — 5,5
- степень повышения давления в компрессоре — 32,7
- расход воздуха — 307 кг/сек
- Статическая тяга — 86,5 кН

## Двигатели со схожими характеристиками
- SaM146 - двигатель компаний PowerJet, СП НПО «Сатурн» и «Snecma».
- CF34-10 - двигатель General Electric
- Д-436 - двигатель  разработки ЗМКБ «Прогресс», производства ОАО «Мотор Сич» совместно с «НПЦ газотурбостроения „Салют“»
- Rolls-Royce BR700 - двигатель Rolls-Royce
- PW1700G/PW1900G - перспективный (2018 г.) двигатель Pratt & Whitney, экономичней на 10-12 %.